# Schermen op de Olympische Jeugdzomerspelen 2010
Schermen is een van de olympische sporten die beoefend worden tijdens de Olympische Jeugdzomerspelen 2010 in Singapore. De competitie loopt van 15 tot en met 18 augustus in het International Convention Centre. Er zijn zeven onderdelen: drie voor jongens, drie voor meisjes en een gemengde teamcompetitie.

## Deelnemers
De deelnemers moeten in 1993 of 1994 geboren zijn. Het aantal deelnemers is door het IOC op 39 jongens en 39 meisjes gesteld. Per land mag op elk onderdeel één deelnemer meedoen, dus maximaal zes per land.
Bij de jeugdwereldkampioenschappen 2009 waren op elk onderdeel 9 startplaatsen te verdelen; vier voor Europa, twee voor Azië/Oceanië en Amerika en een voor Afrika. Het gastland mocht op elk onderdeel één schermer inschrijven. De overige drie schermers per onderdeel werden door het IOC en de Fédération Internationale d'Escrime aangewezen waarbij er voor werd gezorgd dat uiteindelijk elk land ten minste vier sporters kon laten deelnemen aan de Jeugdspelen.
Bovendien gold dat per land het totaal aantal sporters, bekeken over alle individuele sporten en het basketbal tijdens deze Jeugdspelen, is beperkt tot 70.

## Onderdelen
Bij de individuele onderdelen worden de deelnemers in groepen van maximaal 7 schermers ingedeeld. Binnen de groep speelt iedereen een keer tegen elkaar en op basis van de eindstand in de groep wordt het knock-outschema ingevuld. Elke wedstrijd in de eerste ronde gaat over 5 treffers of duurt drie minuten als geen partij 5 treffers maakt. Een wedstrijd in de knock-outfase gaat tot de 15 treffers of duur maximaal drie keer drie minuten.
Bij de teamwedstrijd worden tien continentale teams samengesteld die bestaan uit drie jongens en drie meisjes, gebaseerd op de resultaten uit de individuele wedstrijden. Er wordt direct met de knock-outfase gestart. Een wedstrijd bestaat uit zes individuele wedstrijden waarbij elk teamlid een keer in actie komt. De eerste wedstrijd stopt wanneer iemand vijf treffers heeft of indien drie minuten voorbij zijn. De tweede wedstrijd stopt wanneer een team in totaal 10 treffers heeft of indien er totaal zes minuten zijn gespeeld enzovoorts. De wedstrijd eindigt wanneer een team 30 treffers heeft of na de zesde wedstrijd.

## Kalender
| Augustus | 14 | 15 | 16 | 17 | 18 | 19 | 20 | 21 | 22 | 23 | 24 | 25 | 26 |
| -------- | -- | -- | -- | -- | -- | -- | -- | -- | -- | -- | -- | -- | -- |
| Schermen |    | 2  | 2  | 2  | 1  |    |    |    |    |    |    |    |    |

|  | Finale |

## Medailles

### Jongens
| Discipline | Goud | Goud           | Zilver | Zilver              | Brons | Brons            |
| ---------- | ---- | -------------- | ------ | ------------------- | ----- | ---------------- |
| Degen      | ITA  | Marco Fichera  | GER    | Nikolaus Bodoczi    | CAN   | Alexandre Lyssov |
| Floret     | ITA  | Edoardo Luperi | USA    | Alexander Massialas | KOR   | Lee Kwang-hyun   |
| Sabel      | KOR  | Song Jong-hun  | ITA    | Leonardo Affede     | GER   | Richard Hubers   |

### Meisjes
| Discipline | Goud | Goud            | Zilver | Zilver             | Brons | Brons             |
| ---------- | ---- | --------------- | ------ | ------------------ | ----- | ----------------- |
| Degen      | CHN  | Lin Sheng       | ITA    | Alberta Santuccio  | POL   | Martyna Swatowska |
| Floret     | ITA  | Camilla Mancini | RUS    | Victoria Alekseeva | HUN   | Dora Lupkovics    |
| Sabel      | RUS  | Jana Jegorjan   | USA    | Celina Merza       | GER   | Anja Musch        |

### Gemengd
| Discipline   | Goud                                                                                                  | Zilver | Brons                                                                                                 |
| ------------ | --- | --- | --- |
| Gemengd team | Europa-I Leonardo Affede Marco Fichera Edoardo Luperi Camilla Mancini Alberta Santaccio Jana Jegorjan | Europa-II Nikolaus Bodoczi Richard Hubers Anja Musch Martyna Swatowska Victoria Alekseeva Tevfik Burak Babaglu | Amerika-I Alexandre Lyssov Alanna Goldie Celina Merzi Katharine Holmes Alexander Massialas Will Spear |

### Medailleklassement
alleen individuele medailles
| Plaats | Land                 | NOC    | Goud | Zilver | Brons | Totaal |
| ------ | -------------------- | ------ | ---- | ------ | ----- | ------ |
| 1      | Italië               | ITA    | 3    | 2      | 0     | 5      |
| 2      | Rusland              | RUS    | 1    | 1      | 0     | 2      |
| 3      | Zuid-Korea           | KOR    | 1    | 0      | 1     | 2      |
| 4      | China                | CHN    | 1    | 0      | 0     | 1      |
| 5      | Verenigde Staten     | USA    | 0    | 2      | 0     | 2      |
| 6      | Duitsland            | GER    | 0    | 1      | 2     | 3      |
| 7      | Canada               | CAN    | 0    | 0      | 1     | 1      |
| 7      | Hongarije            | HUN    | 0    | 0      | 1     | 1      |
| 7      | Polen                | POL    | 0    | 0      | 1     | 1      |
| -      | Gemengde landenteams | MIX    | 1    | 1      | 1     | 3      |
| Totaal | Totaal               | Totaal | 7    | 7      | 7     | 21     |

## Uitslagen

### Degen
| Jongens | Jongens | Jongens             | Jongens |
| #       | Land    | Olympiër            |         |
| ------- | ------- | ------------------- | ------- |
| Goud    | ITA     | Marco Fichera       |         |
| Zilver  | GER     | Nikolaus Bodoczi    |         |
| Brons   | CAN     | Alexandre Lyssov    |         |
| 4       | KOR     | Na Byeong-hun       |         |
| 5       | KAZ     | Kirill Zhakupov     |         |
| 6       | POL     | Tomasz Kruk         |         |
| 7       | ROU     | Lucian Ciovica      |         |
| 8       | SIN     | Wei Hao Lim         |         |
| 9       | CZE     | Ondrej Novotny      |         |
| 10      | EGY     | Saleh Saleh         |         |
| 11      | BRA     | Guilherme Melaragno |         |
| 12      | UKR     | Roman Svichkar      |         |
| 13      | CRC     | Julian Godoy        |         |

| Meisjes | Meisjes | Meisjes                | Meisjes |
| #       | Land    | Olympiër               |         |
| ------- | ------- | ---------------------- | ------- |
| Goud    | CHN     | Lin Sheng              |         |
| Zilver  | ITA     | Alberta Santuccio      |         |
| Brons   | POL     | Martyna Swatowska      |         |
| 4       | USA     | Katharine Holmes       |         |
| 5       | RUS     | Yulia Bakhareva        |         |
| 6       | KOR     | Lee Hye-won            |         |
| 7       | ROU     | Amalia Tatarau         |         |
| 8       | GBR     | Amy Radford            |         |
| 9       | SUI     | Pauline Brünner        |         |
| 10      | ARG     | Clara Isabel Di Tella  |         |
| 11      | RSA     | Wanda Matshaya         |         |
| 12      | SIN     | Rania Herlina Rahardja |         |
| 13      | PLE     | Damyan Jaqman          |         |

### Floret
| Jongens | Jongens | Jongens                      | Jongens |
| #       | Land    | Olympiër                     |         |
| ------- | ------- | ---------------------------- | ------- |
| Goud    | ITA     | Edoardo Luperi               |         |
| Zilver  | USA     | Alexander Massialas          |         |
| Brons   | KOR     | Lee Kwang-hyun               |         |
| 4       | TUR     | Tevfik Burak Babaoglu        |         |
| 5       | RUS     | Kirill Lichagin              |         |
| 6       | CZE     | Alexander Choupenitch        |         |
| 7       | GBR     | Alexander Tofalides          |         |
| 8       | DEN     | Alexandros Boeskov-Tsoronis  |         |
| 9       | HKG     | Nicholas Edward Choi         |         |
| 10      | EGY     | Mostafa Mahmoud              |         |
| 11      | CUB     | Redys Hanners Prades Rosabal |         |
| 12      | SIN     | Xian Shi Justin Ong          |         |
| 13      | HUN     | Antal Gyorgyi                |         |

| Meisjes | Meisjes | Meisjes                 | Meisjes |
| #       | Land    | Olympiër                |         |
| ------- | ------- | ----------------------- | ------- |
| Goud    | ITA     | Camilla Mancini         |         |
| Zilver  | RUS     | Victoria Alekseeva      |         |
| Brons   | HUN     | Dora Lupkovics          |         |
| 4       | CAN     | Alanna Goldie           |         |
| 5       | USA     | Mona Shaito             |         |
| 6       | SIN     | Ye Yiang Liane Wong     |         |
| 7       | SVK     | Michala Cellerova       |         |
| 8       | CHN     | Wang Lianlian           |         |
| 9       | EGY     | Menatalla Daw           |         |
| 10      | KOR     | Choi Duk-ha             |         |
| 11      | ESA     | Ivania Carballo Barrera |         |
| 12      | LIB     | Rita Abou Jaoude        |         |
| 13      | SEN     | Mame Ndao               |         |

### Sabel
| Jongens | Jongens | Jongens                 | Jongens |
| #       | Land    | Olympiër                |         |
| ------- | ------- | ----------------------- | ------- |
| Goud    | KOR     | Song Jong-hun           |         |
| Zilver  | ITA     | Leonardo Affede         |         |
| Brons   | GER     | Richard Hubers          |         |
| 4       | BLR     | Mikhail Akula           |         |
| 5       | FRA     | Arthur Zatko            |         |
| 6       | USA     | Will Spear              |         |
| 7       | RUS     | Artur Okunev            |         |
| 8       | ROU     | Drogos Sirbu            |         |
| 9       | HUN     | Andras Szatmari         |         |
| 10      | CAN     | Miguel Breault-Mallette |         |
| 11      | HKG     | Jackson Wang            |         |
| 12      | EGY     | Ziad Elsissy            |         |
| 13      | NIG     | Djibrilla Issaka Kondo  |         |

| Meisjes | Meisjes | Meisjes                   | Meisjes |
| #       | Land    | Olympiër                  |         |
| ------- | ------- | ------------------------- | ------- |
| Goud    | RUS     | Yana Egoryan              |         |
| Zilver  | USA     | Celina Merza              |         |
| Brons   | GER     | Anja Musch                |         |
| 4       | UKR     | Alina Komaschuk           |         |
| 5       | KOR     | Seo Ji-yeon               |         |
| 6       | CHN     | Wan Yini                  |         |
| 7       | FRA     | Kenza Boudad              |         |
| 8       | EGY     | Mennatalla Yasser         |         |
| 9       | ITA     | Vittoria Ciardullo        |         |
| 10      | POL     | Angelika Wator            |         |
| 11      | VEN     | Maria Carreno             |         |
| 12      | IRQ     | Ema Hilwiyah              |         |
| 13      | COD     | Gracia Makwanya Nyabileke |         |

### Gemengd team
| Gemengd team | Gemengd team    | Gemengd team                                                            | Gemengd team                                              |
| #            | Team            | Jongens                                                                 | Meisjes                                                   |
| ------------ | --------------- | ----------------------------------------------------------------------- | --------------------------------------------------------- |
| Goud         | Europa-I        | Leonardo Affede Marco Fichera Edoardo Luperi                            | Camilla Mancini Alberta Santaccio Yana Egoryan            |
| Zilver       | Europa-II       | Nikolaus Bodoczi Richard Hubers Tevfik Burak Babaglu                    | Anja Musch Victoria Alekseeva Martyna Swatowska           |
| Brons        | Amerika-I       | Alexandre Lyssov Alexander Massialas Will Spear                         | Alanna Goldie Celina Merzi Katharine Holmes               |
| 4            | Azië/Oceanië-I  | Lee Kwang-hyun Na Byeong-hun Song Jong-hun                              | Lin Sheng Ye Ying Liane Wong Seo Ji-yeon                  |
| 5            | Europa-IV       | Arthur Zatko Lucian Ciovica Alexander Choupenitch                       | Kenza Bouchad Amalia Tataran Michala Cellerova            |
| 6            | Europa-III      | Tomasz Kruk Kirill Lichagin Mikhail Akula                               | Dora Lupkovics Alina Komaschuk Yulia Bakhareva            |
| 7            | Amerika-II      | Guilherme Melaragro Miguel Breault-Malette Redys Hanners Prades Rosabal | Clara Isabel Di Tella Ivania Carballo Barrera Mona Shaito |
| 9            | Azië/Oceanië-II | Nicholas Edward Choi Jackson Wang Kirill Zhakupov                       | Wan Yini Wang Lianlian Lee Hye-won                        |
| 9            | Afrika          | Ziad Elsissy Mostafa Mahmoud Saleh Saleh                                | Menatalla Daw Mennatalla Yasser Wanda Matshaya            |